# Maîtresse d'un homme marié
Maîtresse d'un homme marié est un feuilleton télévisé sénégalais en wolof, produit par le groupe Marodi, diffusé depuis le 25 janvier 2019 sur 2sTV et sur YouTube. La version française est diffusée sur la chaîne A+ en 2020. 
La polygamie, le viol, les violences conjugales, la dépression, la maladie sont les thèmes abordés par la série. Ce feuilleton pouvant être décrit comme féministe est devenu un phénomène de société au Sénégal ainsi qu'au sein de la diaspora sénégalaise.
"La vie d’une femme peut bien cacher celle d’une autre, mais à chacune son histoire ! "

## Synopsis

### Saison 1[2]
La série met en scène le quotidien de cinq femmes dans la société sénégalaise actuelle. 
Marème Dial, une jeune sénégalaise, entretient une liaison avec Cheikh, un homme d'affaires, président de la société Senegindia Senegal, entreprise fondée par le père de Cheikh et Birame. Mais Cheikh est un homme marié, et il a promis à sa première épouse de ne jamais se marier une 2ème fois. Marème parvient à ses fins en devenant la co-épouse de Lalla.
Lalla Ndiaye, épouse de Cheikh Diagne, est l'archétype de l’épouse traditionnelle, elle aime éperdument son mari, l'appelle "Aldiana" (Paradis), elle tient un petit commerce de vêtements. Ils ont une fille, Noura. Elle est persuadée que son mari lui restera fidèle pour toujours. Lorsqu'elle découvre que son mari a épousé Marème en cachette, elle sombre dans la dépression. 
Djalika Sagna est une femme active tant au travail que dans son foyer, devant faire face à la violence de Birame, son mari alcoolique. Ne supportant plus les mensonges et l'argent qu'il lui demande, Djalika demande le divorce. Contre l'avis de tout le monde, elle finit par obtenir le divorce et s'installe dans un appartement avec bébé Malick. Birame a beaucoup de mal à accepter sa décision et refuse de lui laisser leur fille ainée Amina.
Dior Diop, la meilleure amie de Djalika, a été victime d'un mariage forcé. 
Mamy souffre beaucoup de sa relation avec les hommes. Elle entretient une relation cachée avec le père de Djalika, beaucoup plus âgé qu'elle et grand coureur de jupons. Elle est suivie par le docteur pour l'aider à surmonter sa peur de l'abandon.
Enfin, Racky Sow est elle, hantée par le souvenir d'un viol. Elle est très renfermée, en conflit permanent avec sa mère qui lui cache la vérité sur sa vraie histoire. Moustapha, un ouvrier du chantier sous les ordres de Racky, va l'aider à surmonter ses angoisses, et ils vont tomber amoureux l'un de l'autre. 

### Saison 2
Six mois après le départ de Marème Dial, Cheikh Diagne, son mari, continue toujours de l'aimer. Lalla est enceinte et pense que cet enfant a sauvé son mariage.  
Djalika est soignée pour un cancer du sein par le médecin Tahirou Ndoye. 
De nouveaux personnages apparaissent : l'avocate Dalanda Lopez, son mari médecin Tahirou Ndoye et leurs filles jumelles Yolande et Mame Binta. Tahirou, au départ médecin de Djalika, tombe amoureux de cette dernière.  
Un enquêteur est également à la recherche de Bakary Sagna. Racky Sow se met en avant dans l’entreprise mais reste perturbée par son crime. Moustapha subit incessamment les caprices de sa femme et faillit de la répudier.  
Marème devient finalement directrice du projet Aquanique, et s’installe à l’entreprise de Cheikh. Ce dernier apprendra par la suite que Lalla est responsable de la parution des vidéos de Marème sur les réseaux sociaux il commence alors à négliger Lalla, jusqu’à ce qu’elle demande finalement le divorce et s’en va avec ses enfants.  
Mamy fait la rencontre par messagerie d'un jeune homme. Elle apprécie beaucoup parler avec lui et accepte de le rencontrer puis de débuter une relation amoureuse avec lui. Elle croit en leur avenir, jusqu'au jour où elle découvre qu'elle est enceinte.  
Marème explique à Djalika qu'elle n'a pas connu son père, car il a abandonné sa mère étant enceinte. Marème, Djalika et Mamy découvre qu'elles ont un destin commun de femme seule, forte, indépendante.  
Le corps de Bakary Sagna est retrouvé lors de la destruction d’un immeuble du projet Aquanique. Birame, sans se douter de l’aide piégée de Mansoura, devient PDG de l’entreprise familiale. Moustapha apprend que sa femme Racky est enceinte, et risquant de faire la prison, s’enfuit avec cette dernière pour protéger son foyer.  
Salif fait sa demande de mariage à Marème, toujours hésitante. Cette hésitation s'accentue jusqu'à ce que Cheikh se précipite pour la retrouver. Elle devra donc faire un choix entre les deux hommes. 

### Saison 3
Djalika a décidé d'assumer pleinement son mariage secret avec Tahirou. Dalanda, ne sachant pas cela, et malgré les avertissements de Régina, a décidé de ne pas divorcer de Tahirou. 
De nouveaux personnages apparaissent : mère Amineta Fall, une amie de mère Diagne, sa fille Anita, la femme de Hamid.
Mère Amineta Fall, réputée pour fréquenter les hommes de tous les quartiers, est amoureuse de Pa Guèye et veut être sa seconde épouse. Elle vient tous les jours chez lui, lui fait à manger, lui donne des cadeaux. Mais mère Diagne ne supportait pas que sa meilleure amie fasse une telle chose. Elle décide donc de ne plus permettre ses allers-retours.
Anita intègre l'entreprise de Cheick. Mansoura voit son arrivée d'un mauvais œil. Elle prévient donc Hamid de la tenir très loin de leurs affaires. N'ayant pas d'enfants, Hamid subit les attaques verbales de mère Amineta Fall. Cette dernière propose à sa fille Anita de quitter son mari et d'épouser Birame.
Lalla est devenue animatrice d'une émission de télévision. Sa relation avec Cheick n'est pas au beau fixe car elle l'interdit de voir ses enfants et ce, plusieurs fois. La patience de Cheick atteint ses limites  jusqu'à ce qu'il se dispute avec Lalla au point de lui casser le bras, devant mère Diagne. Elle décide alors de porter plainte auprès de Régina.
Birame, avec l'insistance de Masoura et les démêlés judiciaires de Cheick devient PDG de Senegindia. Mansoura décide de voler de l'argent à Birame de par son projet de construction "Birame city", mais elle se fait rattraper par Salif qui a découvert le pot-au-rose. Il décide donc de lui faire du chantage pour empocher également de l'argent.
Mbène ne supportait pas le fait que Tahirou "habite seul" alors que Dalanda est enceinte et vit dans une autre maison avec ses jumelles. Un soir, elle décide alors de se rentre chez Tahirou et tombe sur Djalika dans la salle de bain. Elle ordonne à Tahirou de répudier Djalika de suite car elle part chercher Dalanda et les enfants pour s'installer chez lui. 
Mamie a finalement accouché d'une petite fille. 
Djalika décide de s'éloigner de Tahirou. Birame a loué un appartement pour elle et les enfants car il veut la reconquérir, mais en vain. Tahirou se rend chez Djalika un soir, et la supplie de ne pas divorcer. Dalanda les surprend, commence à saigner et s'évanouit. Elle a perdu l'un de ses bébés.
Moustapha et Racky ont été arrêtés dans le village où ils se cachaient. Un policier a frappé sur le ventre de Racky, enceinte. Elle est donc conduite à l'hôpital. Quelque temps après, le procès du meurtre de Bakary Sagna a lieu. Hamidou et Régina sont les avocats du couple. Ils sont finalement libérés car le meurtre était de la légitime défense et Racky se faisait violer par Bakary depuis toute petite.
Cheick et Lalla trouvent un arrangement à l'amiable avec leurs avocates respectives, Dalanda et Régina, devant le procureur. Cheick est finalement libéré et décide de renouer avec Lalla. Celle-ci fait l'objet des avances du procureur. Malheureusement au cours d'un séminaire, Cheick tombe sur une femme, Leïla qui lui fait des avances jusqu'à ce qu'il succombe. Il découvre après que Leïla est mariée (au procureur). Le procureur découvre l'infidélité de sa femme et raconte tout à Lalla. Cette dernière décide donc de ne plus redonner une deuxième chance à Cheick.
Hamidou, l'avocat du couple Niang, devient un peu trop proche de Racky, car elle le rappelle sa défunte femme Linda. Il veut donc la séparer de Moustapha, mais leur union est solide.
Pa Gueye et mère Diagne veulent que Birame et Amsa soient ensemble. Ces derniers font semblant d'être en couple, mais découvriront plus tard leurs sentiments l'un pour l'autre. 
Dalanda décide de détruire la vie de Tahirou: il rate une opération chirurgicale, perd son emploi, se met à prendre des médicaments. Yolande et Mame Binta se disputent tous les jours. Yolande a failli être violée. Mame Binta se rebelle et veut aller vivre chez son père. Elles croisent Djalika qui aide Tahirou à se remettre, mais Mame Binta n'aime pas Djalika.
Birame découvre que Salif et Mansoura sont à la base des détournements de fonds. Il renvoie donc Mansoura de l'entreprise et de sa vie. S'apercevant qu'elle est amoureuse de Birame, Mansoura fait arrêter Salif. Mais Birame ne veut plus rien avoir à faire avec elle.
Birame et Amsa décident de se marier, au plus grand bonheur de Pa Gueye et de mère Diagne. Chez Tahirou, Mame Binta se dispute avec Djalika. Elle la pousse violemment. Djalika heurte le meuble et meure sur le coup. Tahirou et Dalanda découvrent le cadavre de Djalika et sont sous le choc. Mame Binta regrette son geste et pleure amèrement. Pendant la cérémonie, Birame reçoit un message disant que Djalika est morte et pleure, Amsa a vu le message. Tahirou, voulant protéger sa fille, décide de se faire arrêter. Avec cette mort, Djalika laisse ses deux enfants entre les mains de Birame et Amsa.

## Fiche technique
- Scénario : Kalista Sy, Dialika Sané (saison 3) et Erwan Delourmel (saison 2 et 3)
- Production : Marodi
- Producteur : Mass Ndour, Kalista Sy (productrice exécutrice)
- Réalisation : Baye Moussa Seck, Thierry Dupeti, Khalifa Ba
- Assistant Réal : Ahmadou Mbacke Sylla
- Chef Projet : Géraldine Sarr
- Chef Op : Babacar Niang
- Assistant Caméra : Adjara Sidibé
- Scripte : Mbayang Diakhoumpa
- Son : Jean-Paul Bassène
- Montage : Loulou Sene & Adama Saikou Sow
- Chef Monteur Dianfana Kandé
- Electro Massata Ndao Gueuz, Laye Sagna
- Régie : Jean-Denis Diatta
- Maquilleuse : Sokhna Mbathio Gueye
- Photo Plateau : Aïda Badji Soumaré, Pape Saliou
- Langue : wolof, sous-titré en français
- Année : depuis 2019

## Distribution

### Acteurs et actrices principaux
- Khalima Gadji : Marème Dial
- Ndiaye Ciré Ba : Djalika Sagna
- Ndeye Binta Leye : Lalla Piem Ndiaye
- Cheikh Babou Gaye : Cheikh Diagne
- Kader Gadji : Birame Diagne
- Esther Ndiaye : Racky Sow
- Adama Diop (Admow) : Moustapha Niang
- Alioune Sarr : Bakary Sagna (saison 1)
- Khadidiatou Bah : Dior Diop (saison 1)
- Mareme Niang : Mère Amy Gueye aka mère Diagne
- Jessica Gomes : Dalanda Lopez (saison 2 et 3)
- Ngorba Niang : Tahirou Ndoye (saison 2 et 3)

### Acteurs et actrices récurrents
- Astou Fall Linguere :  Amsa Sarr
- Fily Diouf : Fily
- Anna Ndella Pouye : Mamie
- Betty Fall : Deliyah (saison 2)
- Alioune Bangoura : Hamid
- Babacar Niagne Gueye : Macky (saison 1)
- Boubacar Sakho : Samba Ba (saison 1)
- Adja Fatou Mbaye : Anthia (saison 2)
- Léna Salif Mbaye : Mbene Ndoye (saisons 2 et 3)
- Oumy Régina Sambou : Regina Lopez (saisons 2 et 3)
- Lamine Ndiaye : Pa'Gueye (saisons 2 et 3)
- Gorgui Cissé : Salif Traoré (saisons 2 et 3)
- Amina Katouch Diop : Mansoura (saisons 2 et 3)
- Françoise Kihindou : Alida (saison 2)
- Dieynaba Leurs : Anita (saison 3)
- Marième Dioury : Amineta (saison 3)

### Les enfants
- Ngone Sarr : Noura Diagne
- Amina Sow : Amina Diagne
- Bebe Ibrahima Faye : Bébé Malick Diagne
- Aissatou Aminata Jules Ndiaye : Mame Binta (saisons 2 et 3)
- Dieynaba Licka Jules Ndiaye : Yolande (saisons 2 et 3)

## Production
La série est principalement tournée en intérieur, en huis clos. Cela reflète le fait que dans la société sénégalaise, les problèmes de couple ne doivent pas être sus ou évoqués, la femme sénégalaise endurant les problèmes. 
Kalista Sy, scénariste de la série a décidé de se mettre à l'écriture après en avoir eu assez des rôles stéréotypés de femmes, écrits par des hommes.
Pour Kalista Sy, seul le personnage de Marème pose problème car « elle est entière, non conventionnelle et représente cette part de nous, audacieuse, que nous préférons cacher ». Djalika Sagna est elle représentative de la société sénégalaise, en tant que victime. « Elle encaisse beaucoup et pense que tout ce qui lui arrive est normal comme les Sénégalais, elle est la première à juger les autres. »
Khalima Gadji subit les commentaires adressés au personnage de Marème, qu'elle interprète : « j’entends beaucoup de choses dures. Si c’était un homme, il n’y aurait pas les mêmes remarques. Toute femme est aussi libre de sa sexualité ».

## Réception

### Diffusion et audiences
La série rassemble « plusieurs millions de téléspectateurs hebdomadaires ». Sur YouTube, les épisodes ont été vus par 2,4 millions de personnes (9 juin 2019), avec en moyenne 1,5 million de vues par épisode. La série est diffusée sur la chaîne privée 2STV, chaque lundi et vendredi, à 21 heures. La diffusion sur YouTube permet de toucher l’ensemble de la société, celle-ci étant connectée via les smartphones.

### Un reflet de la société sénégalaise
La série dépeint la société sénégalaise telle qu'elle est : les femmes, actives, sont dans l'ultra-séduction pour séduire et garder les personnages masculins, eux-mêmes « falots et stéréotypés » mais réalistes. Les thèmes abordés (sexualité, vie de couple, viol, violences conjugales, adultère et polygamie) font habituellement l'objet d'une grande pudeur ; les relations extra-conjugales doivent rester invisibles au sein de la société sénégalaise. 
Le personnage de Marème a un franc-parler inhabituel pour la société, tout comme le sont ses rapports hors mariage parfaitement assumés. Le pays se divise d'un côté entre les pro-Lalla, femme mariée typique, et regroupant les partisans de la femme mariée dont ils défendent les droits et les partisans de la monogamie et de l'autre avec les pro-Marème, « femme cherchant un mari », qui défendent soit le principe de liberté de séduction soit la polygamie.

### Polémiques
Plusieurs associations comme le Comité de défense des valeurs morales du Sénégal ou l’ONG islamique Jamra (et généralement les autorités religieuses) dénoncent la série qui présenterait une « dépravation des mœurs », des « comportements déviants », ou fasse « promotion de l’obscénité » face à des enfants à une heure de grande audience. Pour Jamra, il s'agirait d'une série « pornographique ». Elles saisissent régulièrement le Conseil national de régulation de l’audiovisuel (CNRA). L'épisode diffusé le 31 mai 2019 fait ainsi l'objet d'une décision du CNRA, qui demande que des correctifs soient apportés à l'épisode,. Des sanctions restent cependant possibles, notamment si la série ne respecte pas la signalétique d'avertissement à destination du jeune public.
Les telenovelas sud-américaines ou les productions occidentales sont très populaires au Sénégal et comprennent des scènes d’amour ou de violence plus explicites. Maîtresse d’un homme marié touche la société sénégalaise car elle la met en avant la réalité du pays (la série met en avant des femmes dakaroises typiques, fait appel à des entreprises locales et est en langue wolof) et par le fait qu'elle bouscule les valeurs traditionnelles d'un pays très religieux et réticent aux changements sociétaux. Pour Fatou Kiné Sène, présidente de l’Association sénégalaise de la critique cinématographique (ASCC), il s'agit de phénomènes dont il faut parler et non pas censurer. 
Alioune Sarr, animateur sur 2sTV et acteur de la série, considère que le scénario le satisfait à « 1000 % », car la série relaie les « tares » de la société sénégalaise. Pour Abdel Kader Diarra, « on peut permettre aux télénovelas de s’embrasser, mais pas aux Sénégalais ». L'Observatoire de la musique et des arts du Sénégal dénonce « toutes les tentatives de censure à la création par des lobbies religieux ». 